# Enfermedad de Bornholm
La enfermedad de Bornholm  (también conocida como mialgia epidémica o pleurodinia epidémica) es una enfermedad causada por el virus Coxsackie grupo B. Recibe su nombre de la isla danesa Bornholm donde se describió el primer caso.

## Manifestaciones clínicas
Los síntomas fundamentales son:
- Fiebre
- Dolor de cabeza
- Dolor torácico de carácter pleurítico

Se puede hablar de "abrazo del diablo" en este último caso (dado a la localización del dolor).